# Bocor
Bocor is een bestuurslaag in het regentschap Kebumen van de provincie Midden-Java, Indonesië. Bocor telt 3395 inwoners (volkstelling 2010).